# 山貴ドライビングカレッジ
山貴ドライビングカレッジ（やまきドライビングカレッジ）は、株式会社山貴が運営する山形県天童市にある山形県公安委員会指定・公認の指定自動車教習所。通学教習、合宿免許のいずれの方法でも免許取得ができる。

## 所在地
- 山形県天童市石鳥居1-1-80

## 取得できる免許
- 普通自動車免許（MT・AT）
- 普通自動二輪車免許（400cc)

## 沿革
- 1992年（平成4年）12月 - 株式会社全日本交通安全教育センターが丸正自動車学校を買収し、子会社として株式会社山貴が発足。
- 1994年（平成6年）6月 - 丸正自動車学校から山貴ドライビングカレッジに校名変更[1]。

## 関連会社
- 株式会社全日本交通安全教育センター（山貴の親会社）
  - ビジネスホテル・グランエコール（当校合宿所として利用されている。）